# José Quincho
José Quincho (Marcona, Nazca, Ica, Perú; 8 de mayo de 1963) es un exfutbolista peruano. Desempeñó como defensa en la zaga central. 

## Trayectoria
Se inició en el fútbol en su ciudad natal Marcona desde los 14 años, luego pasó al Club Atlético Chalaco en 1984. Después jugó por el Club Sport Unión Huaral donde fue parte del equipo que definió con Universitario de Deportes el primer lugar del grupo metropolitano en el torneo regional de 1987 en un play-off de un solo partido por haber ambos terminado en el primer puesto con la misma cantidad de puntos (no existía la diferencia de gol), perdiendo por 1 a 0. Iniciándose la etapa del Campeonato Descentralizado 1987, quedaron en cuarto lugar, alcanzando a disputar la liguilla, y al quedar en el segundo lugar de la liguilla tuvieron que definir nuevamente con Universitario de Deportes, para ver quién jugaría los play-off finales con Alianza Lima por el título nacional. El resultado no fue favorable pues perdieron por 2 a 0.
Luego de esta etapa pasó al Club Sport Juventud La Palma de Huacho y al Club Juventud Progreso de Barranca, donde le recrudeció una anterior lesión en su rodilla mal tratada con un yeso, en la etapa de cuando jugaba por el Club Atlético Chalaco en un partido con el Club Sporting Cristal y tuvo que retirarse del futbol con solamente 26 años.

## Clubes
| Club                         | País | Temporada |
| ---------------------------- | ---- | --------- |
| Club Atlético Chalaco        | Perú | 1984-1985 |
| Club Sport Unión Huaral      | Perú | 1986-1988 |
| Club Sport Juventud La Palma | Perú | 1989      |
| Club Juventud Progreso       | Perú | 1990      |